# Volckershausen

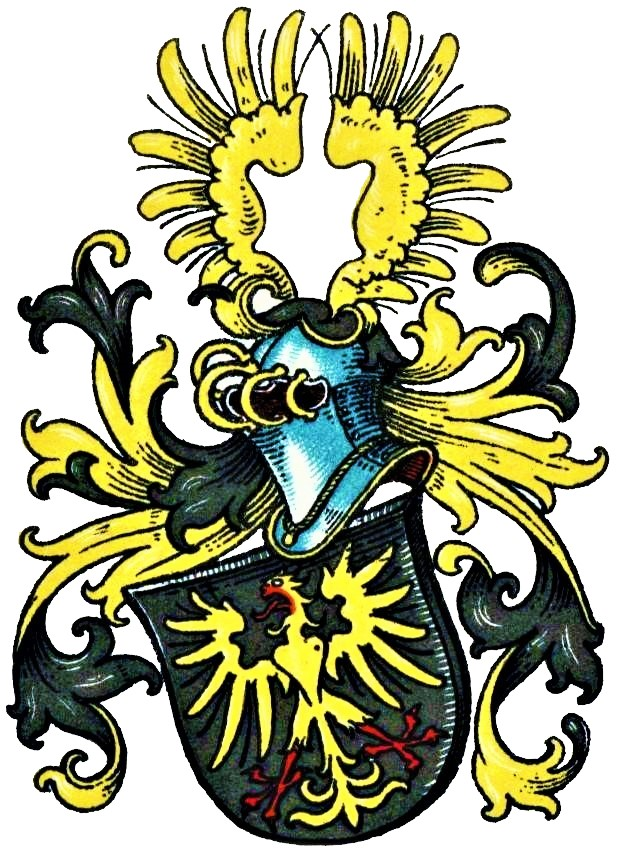
Wappen derer von Volckershausen im Wappenbuch des Westfälischen Adels

Volckershausen  (auch: Volkershausen) ist der Name eines ostfriesisch-westfälischen Adelsgeschlechts.

## Geschichte
Das Geschlecht gehörte zum ostfriesischen Uradel. Anfang des 17. Jahrhunderts saß es auch im Münsterland zu Welpendorf und Ossenbeck bei Drensteinfurt. Das adelige Haus Ossenbeck kauften Elisabeth von Welpendorf, Witwe von Volckershausen, und ihr Sohn Johann von Volckershausen 1585. Die Eheleute Johann von und zu Volckershausen und Ossenbeck und Amalia von Welvelt vergaben 1590 eine Verschreibung von 600 Reichstalern aus Brüggemanns Hof zu Derne. Derselbe Johann von und zu Volckershausen und Ossenbeck verkaufte 1612 das freie Gut Saurhoffs Erbe und Kotten im Kirchspiel Rinkerode, Eickerbecker Bauerschaft, unter Verpfändung seiner im Stift Münster und in der Grafschaft Ostfriesland liegenden Güter. 1615 führte Johann von Volckershausen zu Welpendorf/Ossenbeck einen Gerichtsstreit gegen Johann von der Recke zu Drensteinfurt. Anne Elisabeth von Volckershausen und Dunum († 1655), Tochter von Johann von Volckershausen und Adelgunde von Bentheim, heiratete 1646 Arnold Gisbert Pagenstecher (1615–1688), Geheimrat und Hofrichter des Grafen von Bentheim.

## Wappen
Blasonierung: In Schwarz ein goldener Adler. Auf dem Helm ein offener goldener Flug. Die Helmdecken sind schwarz-golden.